# Love the island
「love the island」（ラブ・ジ・アイランド）は、日本の歌手・鈴木あみのデビューシングル。1998年7月1日にSMEJ Associated Recordsから発売された。

## 解説
鈴木亜美（当時は鈴木あみ名義）のデビュー作。鈴木の作品では唯一、8センチCDでの発売となっている。
小室は本作の制作以前に、2曲の候補曲を制作している。
楽曲制作にあたって鈴木は小室と一緒に電車に乗った。小室が電車に乗るのはその当時で15年ぶりのことであり、小室は「女子高生の気持ちを分かろうとしたんですが、緊張しました」と振り返った。
2001年、引退の危機に瀕した鈴木を支援するためオリコンに再びランクインさせようとするインターネット等での呼びかけが行なわれ（AAA計画＝アピアー・あみーゴ・アゲイン計画）、スポーツ紙等で報道された。オリコンの同年4月3日付のデイリーチャートで50位に再登場する現象が起こった。プラネットのウィークリーチャートでは前週691位 → 130位まで上昇し、1週間で約1000枚を売りあげた。

## 収録曲
| 全作曲: 小室哲哉。 |                                    |                    |            |            |      |
| #                  | タイトル                           | 作詞               | 作曲・編曲 | 編曲       | 時間 |
| 1.                 | 「love the island」                | 小室哲哉・MARC     | 小室哲哉   | 小室哲哉   | 4:56 |
| 2.                 | 「明日、あつく、もっと、つよく」   | 小室哲哉・ヒルマ弘 | 小室哲哉   | 久保こーじ | 5:06 |
| 3.                 | 「love the island (INSTRUMENTAL)」 |                    | 小室哲哉   |            | 4:56 |
| 合計時間:          | 合計時間:                          | 合計時間:          | 合計時間:  | 14:58      |      |

### 楽曲解説
1. love the island
グアム政府観光局「グアム大夏祭'98キャンペーン」CMソング（1998年6月6日からオンエア[5]）。
2. 明日、あつく、もっと、つよく
タイトルの「明日」は「あす」と読む。最初はこの楽曲がデビュー曲になる予定であり、「グアム大夏祭」のCMソングにもこの曲が起用されることが決定していたが、CMの撮影を終えてから急遽デビュー曲が変更されることになった[1]。

## クレジット
- Produced : 小室哲哉
- Strings Arranged (#1) : Randy Waldman
- Mixed : Keith Cohen (#1), John Van Nest (#2)